# Provincia di Kilis
La provincia di Kilis è una delle province della Turchia. 	

## Distretti

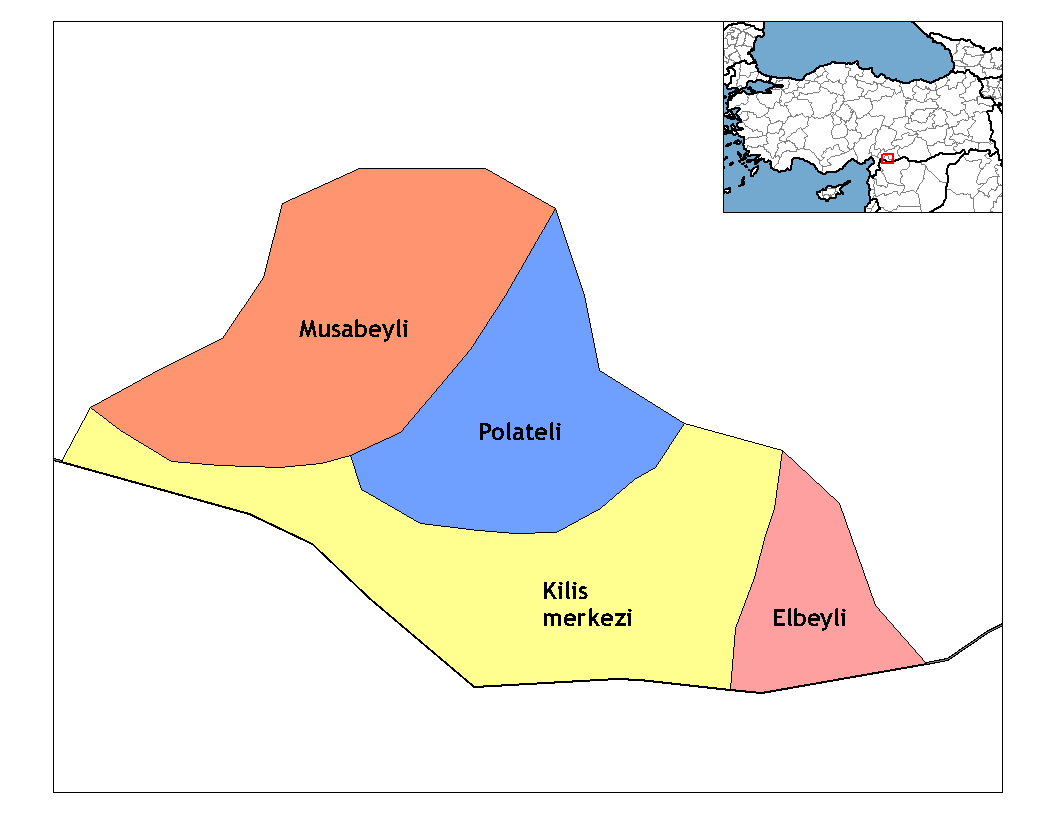
Distretti della provincia di Kilis

La provincia è divisa in 4 distretti: 	
- Elbeyli
- Kilis
- Musabeyli
- Polateli